# Strahlensystem

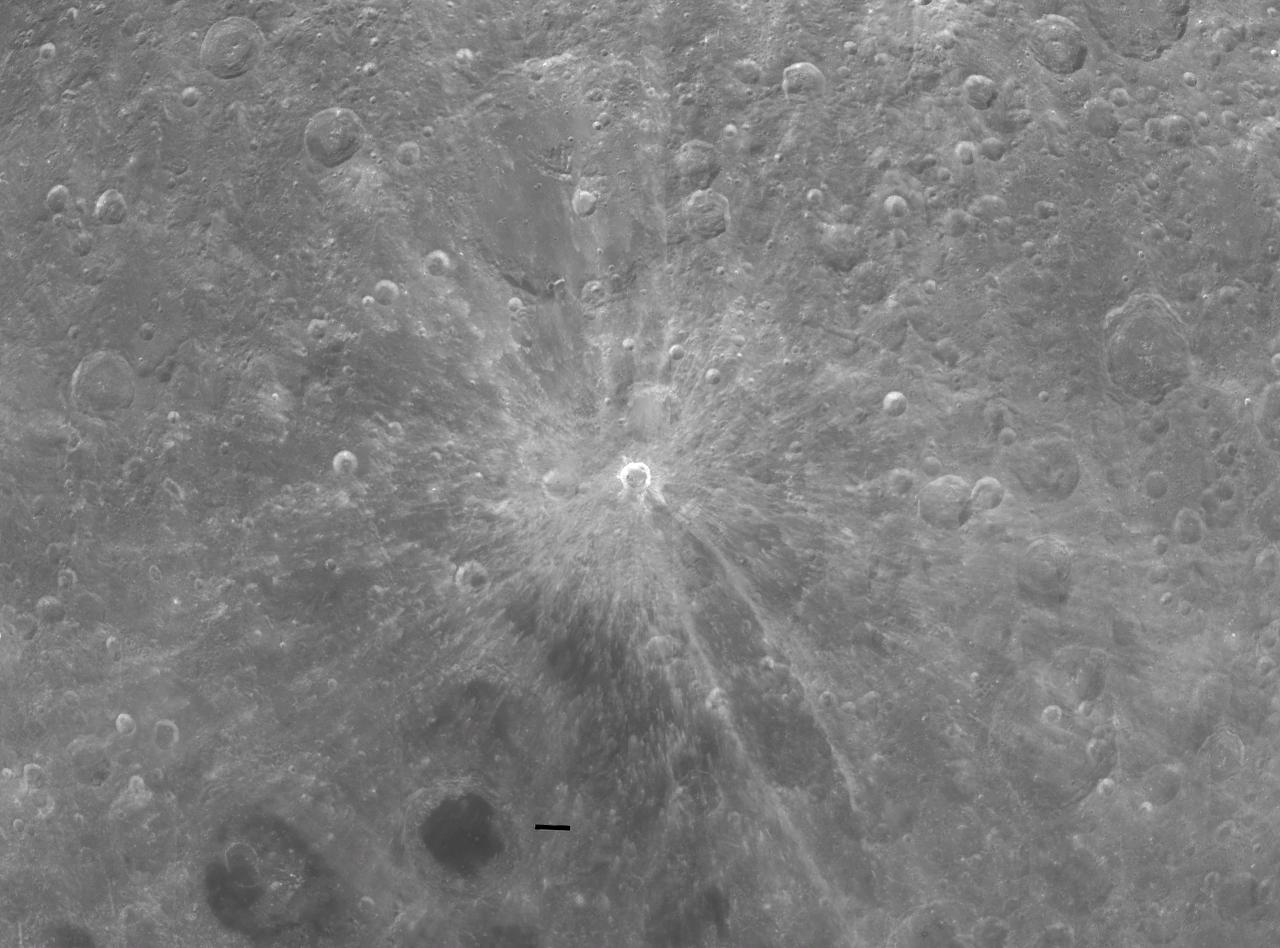
Das Strahlensystem um den Mondkrater Giordano Bruno

Ein Strahlensystem ist in der Astronomie eine Gruppierung auffälliger, als Strahlen bezeichneter Streifen, die im typischen Fall radial um einen Einschlagkrater angeordnet sind, der sich im Zentrum befindet, einen Strahlenkrater.

## Beschreibung
Strahlensysteme sind hauptsächlich vom Mond bekannt. Die Strahlen sehen aus wie Spritzspuren und sind zumeist heller als ihre Umgebung. Am auffälligsten sind sie bei hohem Sonnenstand und ebenso senkrechter Blickrichtung – von der Erde aus bei Vollmond – wenn im Gegensatz dazu die Umrisse der Krater und andere Einzelheiten im Licht verschwimmen. Bei seitlicher Beleuchtung werfen die strahlenförmigen Streifen keine Schatten, demnach besitzen sie kein Relief. Die Strahlen sind bis zu mehrere Kilometer breit und erstrecken sich gerade oder auch gekrümmt bis viele hundert Kilometer über Berg und Tal. Sie durchlaufen Hochländer wie auch Tiefebenen oft ohne Abweichungen oder Unterbrechungen und dünnen in ihrer Helligkeit mit zunehmender Entfernung vom Zentralkrater im Allgemeinen mehr oder minder allmählich aus.

### Genauere Beschreibung
Viele der auf den ersten Blick scheinbar kontinuierlich verlaufenden Strahlen haben eine vielfach wechselnde Intensität. Mitunter setzten sie auch vorübergehend aus und bestehen aus einer Reihe einzelner Streifen, die nur grob gegen den Zentralkrater ausgerichtet sind. Auch insgesamt stimmt das Strahlenzentrum nicht immer mit dem Mittelpunkt des Einschlagkraters überein. Die Strahlen setzen dabei erst in einiger Entfernung vom Kraterwall ein, der daher durch eine insgesamt dunkler erscheinende Ringzone vom Ansatzkreis der Gebilde getrennt ist. Manche Strahlen enthalten größere Gesteinsblöcke und verlaufen über kleine Sekundärkrater, von denen wiederum Strahlen ausgehen. Einige kleine Krater haben um ihren Wall nur einen hellen Hof.

## Entstehung
Die Erscheinung der Strahlen wird mit einer Zusammensetzung aus pulverisiertem Material erklärt, das bei der Entstehung des Zentralkraters durch einen großen Einschlag ausgeworfen wurde; oder aber auch mit glasartigen Partikeln, zu denen sich das durch die große Energie des Einschlags verdampfte Gestein wieder verfestigt hatte und die für die starke Reflexionsfähigkeit verantwortlich sind.

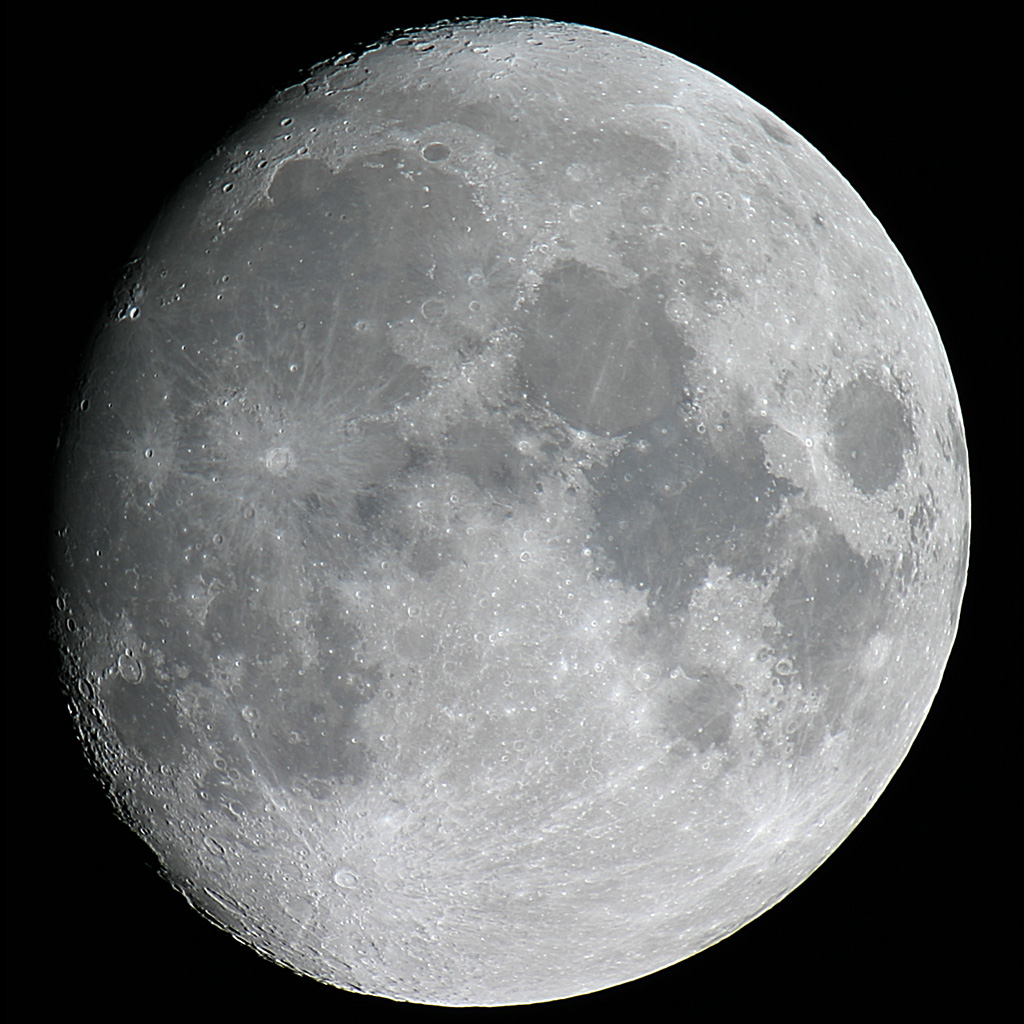
Auf der Vorderseite des Mondes fallen vor allem die großen Strahlensysteme um die Mondkrater Tycho (unten links) und Copernicus (links der Mitte) auf

Die relativ wenigen und zumeist zentralen Strahlenkrater haben in aller Regel eine ähnlich hohe Albedo und sind von sehr regelmäßiger Gestalt. Damit erweckt das Gesamtgebilde den Eindruck eines frischen Aussehens und somit eines relativ geringen Alters. Es wird angenommen, dass die helle Substanz das Sonnenlicht umso stärker reflektiert, je kürzer es seit seiner Entstehung der Weltraumverwitterung ausgesetzt war, d. h. den Teilchen des Sonnenwindes, der kosmischen Teilchenstrahlung sowie dem Hagel von Mikrometeoriten. Die geringe Anzahl großer Strahlensysteme wird auf eine nachlassende Häufigkeit großer Einschläge zurückgeführt. Die meisten Mondkrater besitzen keine Radialstreifen.

## Beispiele
Das größte Strahlensystem auf dem Mond besitzt der im Durchmesser 85 Kilometer große Krater Tycho. Seine hellen Radialstreifen reichen bis in eine Entfernung von etwa 1800 Kilometern. Weitere bekannte Strahlenkrater auf dem Mond sind Copernicus, Kepler, Aristarchus und Proclus.
Auch auf anderen Körpern im Sonnensystem hat man Strahlenkrater gefunden, z. B. auf dem äußerlich mondähnlichen Planeten Merkur sowie unter den großen Trabanten von Jupiter auf Europa, Ganymed und Kallisto. Auf Himmelskörpern mit einer dichten Atmosphäre wie der Venus oder auch mit einer so dünnen wie der Mars werden solche Radialstrukturen durch die Erosion sehr viel schneller wieder ausgelöscht.